# بژوزوویتس (استان لهستان بزرگ‌تر)
بژوزوویتس (به لهستانی:  Brzozowiec) یک روستا در لهستان است که در گمینا تژمشنو واقع شده‌است.